# Apogon cyanosoma
Apogon cyanosoma es una especie de pez de la familia de los apogónidos en el orden de los perciformes.

## Morfología
Los machos pueden alcanzar los 8 cm de longitud total.

## Distribución geográfica
Se encuentran desde el Mar Rojo hasta Mozambique, Fiyi, las Islas Ryukyu, Nueva Caledonia y Tonga.